# Elsane
Elsane (in sloveno Jelšane, in tedesco Jelschane) è un paese della Slovenia, frazione del comune di Bisterza.
La località, si trova a 498,5 metri s.l.m. ed a 1,4 chilometri dal confine croato. Nell'insediamento (naselje) inoltre è presente un importante valico di frontiera con la vicina città croata di Ruppa.

## Origine del nome
Il nome originale della località Elsane (sl. Jelšane) deriva dallo sloveno jelša, ovvero albero di ontano. Jelšane invece è la forma plurale con significato di 'abitanti di Jelša/Jelše'.

## Geografia fisica
Le alture principali sono il Petrove brege (485 m), il Trebež (660 m) e il Sušnjak (634 m).

## Geografia antropica
Durante il dominio asburgico Elsane fu comune autonomo. Prima del trattato di Rapallo, firmato nel 1920, il comune di Elsane, nel distretto di Bisterza, faceva parte della Carniola interna (in sloveno Notranjska - in tedesco Innerkrain), una delle regioni storiche della Slovenia, con i distretti di Borgovecchio di Olisa, Circonio, Idria, Longatico, Nauporto, Postumia, San Pietro del Carso, Senosecchia e Vipacco. Fu parte dello storico territorio asburgico di Carniola. Il centro tradizionale della regione è Postumia.
Dal 1924 al 1947 fu comune della provincia di Fiume e comprendeva gli insediamenti di Berdo di Elsane (Veliko Brdo), Cracinanova (Novokračine), Dolegne d'Elsane (Dolenje pri Jelšanah), Fabice (Fabci), Sussa (Sušak) e Villanova (Nova Vas pri Jelšanah), ora nel comune sloveno di Villa del Nevoso e Berze (Brdce), Lippa di Elsane (Lipa), Passiaco (Pasjak), Ruppa (Rupa) e Sappiane (Sapjane) ora nel comune croato di Mattuglie.

### Frazioni nel 1936
Nel 1936 il vecchio comune di Elsane (provincia del Carnaro) aveva una popolazione totale di 3.363 residenti ed era suddiviso in 10 frazioni.:
| Comuni, frazioni e abitati           | popolazione residente in complesso | popolazione residente dei centri | popolazione residente delle case sparse |
| ------------------------------------ | ---------------------------------- | -------------------------------- | --------------------------------------- |
| Elsane                               | 3.363                              | 3.228                            | 135                                     |
| Elsane                               | 463                                | 412                              | 51                                      |
| Berdo di Elsane                      | 323                                | 323                              | --                                      |
| Berze                                | 129                                | 129                              | --                                      |
| Cracina Nova (e Villanova di Elsane) | 462                                | 462                              | --                                      |
| Dolegne                              | 311                                | 306                              | 5                                       |
| Lippa                                | 459                                | 451                              | 8                                       |
| Passiaco                             | 297                                | 294                              | 3                                       |
| Ruppa                                | 343                                | 321                              | 22                                      |
| Sappiane                             | 348                                | 348                              | --                                      |
| Sussa (e Fabice)                     | 228                                | 182                              | 46                                      |